# 3. ceremonia wręczenia nagród Brytyjskiej Akademii Filmowej
3. ceremonia rozdania nagród Brytyjskiej Akademii Sztuk Filmowych i Telewizyjnych odbyła się 29 maja 1950 r.

## Laureaci
Laureaci oznaczeni są wytłuszczeniem.

### Najlepszy film dokumentalny
- Daybreak in Udi
- Drug Addict
- Isole nella laguna

### Najlepszy film
- Złodzieje rowerów
- Berlińska ballada
- Ostatni etap
- Skarb Sierra Madre
- The Window
- Trzeci człowiek
- Zmowa

### Najlepszy brytyjski film
- Trzeci człowiek
- A Run for Your Money
- Dama pikowa
- Paszport do Pimlico
- Szlachectwo zobowiązuje
- The Small Back Room
- Whisky Galore!